# 房山翠雀
房山翠雀（学名：Delphinium grandiflorum var. fangshanense）为毛茛科翠雀属下的一个变种。

## 扩展阅读
- 維基物種上的相關：房山翠雀